# Missió de les Nacions Unides a Sierra Leone
La Missió de les Nacions Unides a Sierra Leone (UNAMSIL) va ser una missió de pau de les Nacions Unides a Sierra Leone de 1999 a 2006. Va ser creada pel Consell de Seguretat de les Nacions Unides a l'octubre de 1999 per ajudar a implementar els acords de Lomé, destinats a posar fi a la Guerra Civil de Sierra Leone. UNAMSIL es va expandir de grandària diverses vegades els anys 2000 i 2001. El seu mandat vencia el 31 de desembre de 2005, quan el Consell de Seguretat va declarar que la seva missió s'havia completat.

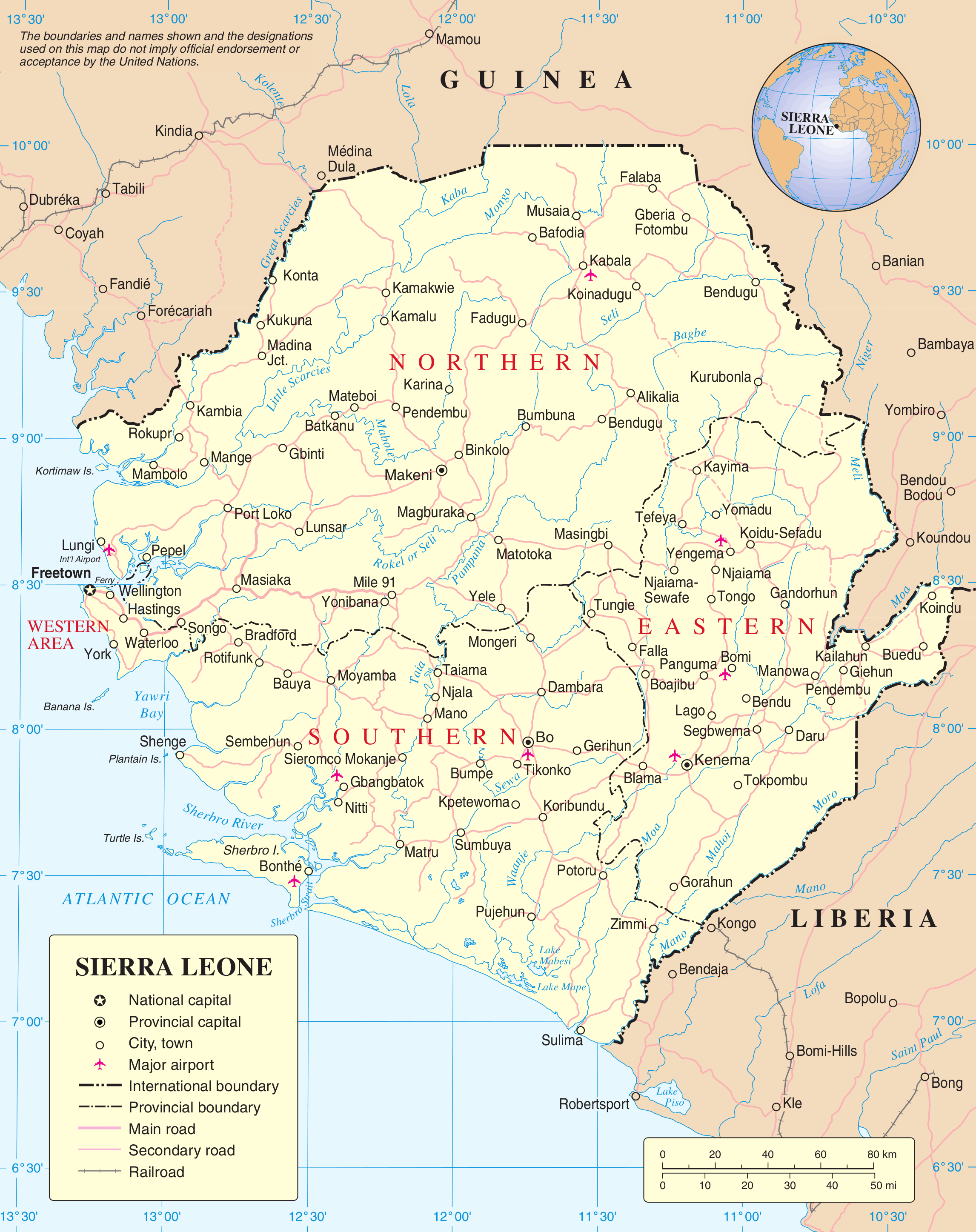

El mandat es va destacar per autoritzar UNAMSIL a protegir els civils sota una amenaça imminent de violència física (encara que «dins de les seves capacitats i àrees de desplegament»): un retorn a un estil més proactiu de manteniment de la pau de l'ONU. UNAMSIL va reemplaçar una missió anterior, la Missió d'Observadors de les Nacions Unides a Sierra Leone (UNOMSIL).
Segons la Resolució 1270, de 22 d'octubre de 1999, que va establir l'operació, UNAMSIL tenia el següent mandat:
- Cooperar amb el Govern de Sierra Leone i les altres parts en l'Acord de Pau en l'aplicació de l'Acord
- Ajudar el Govern de Sierra Leone a aplicar el pla de desarmament, desmobilització i reintegració
- Amb aquesta finalitat, establir una presència en llocs clau a tot el territori de Sierra Leone, inclosos els centres de desarmament/recepció i centres de desmobilització
- Assegurar la seguretat i la llibertat de circulació del personal de les Nacions Unides
- Controlar l'adhesió a l'alto el foc d'acord amb l'acord d'alto el foc[4] (en va ser testimoni de la signatura Jesse Jackson)
- Animar les parts a crear mecanismes de creació de confiança i donar suport al seu funcionament
- Facilitar el lliurament de l'assistència humanitària
- Donar suport a les operacions dels funcionaris civils de les Nacions Unides, inclòs el representant especial del secretari general i el seu personal, funcionaris de drets humans i oficials d'assumptes civils
- Donar suport, tal com es demana, a les eleccions, que se celebraran d'acord amb la constitució actual de Sierra Leone[5]

Al febrer de 2000, el mandat havia estat revisat per incloure les següents tasques:
- Per proporcionar seguretat en llocs clau i edificis del Govern, especialment a Freetown, importants interseccions i aeroports importants, inclòs l'aeroport de Lungi
- Facilitar el lliure flux de persones, béns i assistència humanitària a través de vies específiques
- Proporcionar seguretat en tots els llocs del programa de desarmament, desmobilització i reintegració
- Coordinar i ajudar les autoritats policials de Sierra Leone en l'exercici de les seves responsabilitats
- Guàrdia d'armes, municions i altres equips militars recollits d'excombatents i assistències en la seva posterior eliminació o destrucció.[6]

Després de la retirada, el personal restant a Freetown va ser transferit a l'Oficina Integral de les Nacions Unides a Sierra Leone (UNIOSIL).